# Adweek
Adweek (o Ad Week) es un semanario estadounidense de publicidad fundado en 1978. Cubre creatividad, relaciones cliente–agencia, campañas globales y nuevas campañas. Durante este tiempo, ha cubierto varios cambios en la tecnología, incluyendo la televisión por cable, el alejamiento de las tarifas de agencia basadas en comisiones, e internet. 
Es la segunda mayor publicación de su género, y su principal competidor es Advertising Age. Adweek también maneja varios blogs que se concentran en publicidad y la industria de los mass media, incluyendo el AdFreak y Adweek Blog Network.
Otras publicaciones cercanas son Adweek Magazine's Technology Marketing y Adweek's Marketing Week.